# Farum Sø
Farum Sø är en sjö på ön Sjælland i Danmark. Den ligger i den östra delen av landet. Farum Sø ligger 20 meter över havet. Arean är 0,83 kvadratkilometer och sjön  sträcker sig 0,8 kilometer i nord-sydlig riktning, och 2,2 kilometer i öst-västlig riktning.
Farum Sø ingår tillsammans med Furesø och Bagsværd Sø i Mølleås vattensystem. Den får primärt sitt vatten från Hestetangså och avvattnas till Furesø via Fiskebæk. Den högsta punkten i närheten är 64 meter över havet, 1 km sydväst om Farum Sø.
Staden Farum ligger vid Farum Sø. På södra sidan finns skog och träskmarker.